# NAVO-top in Den Haag

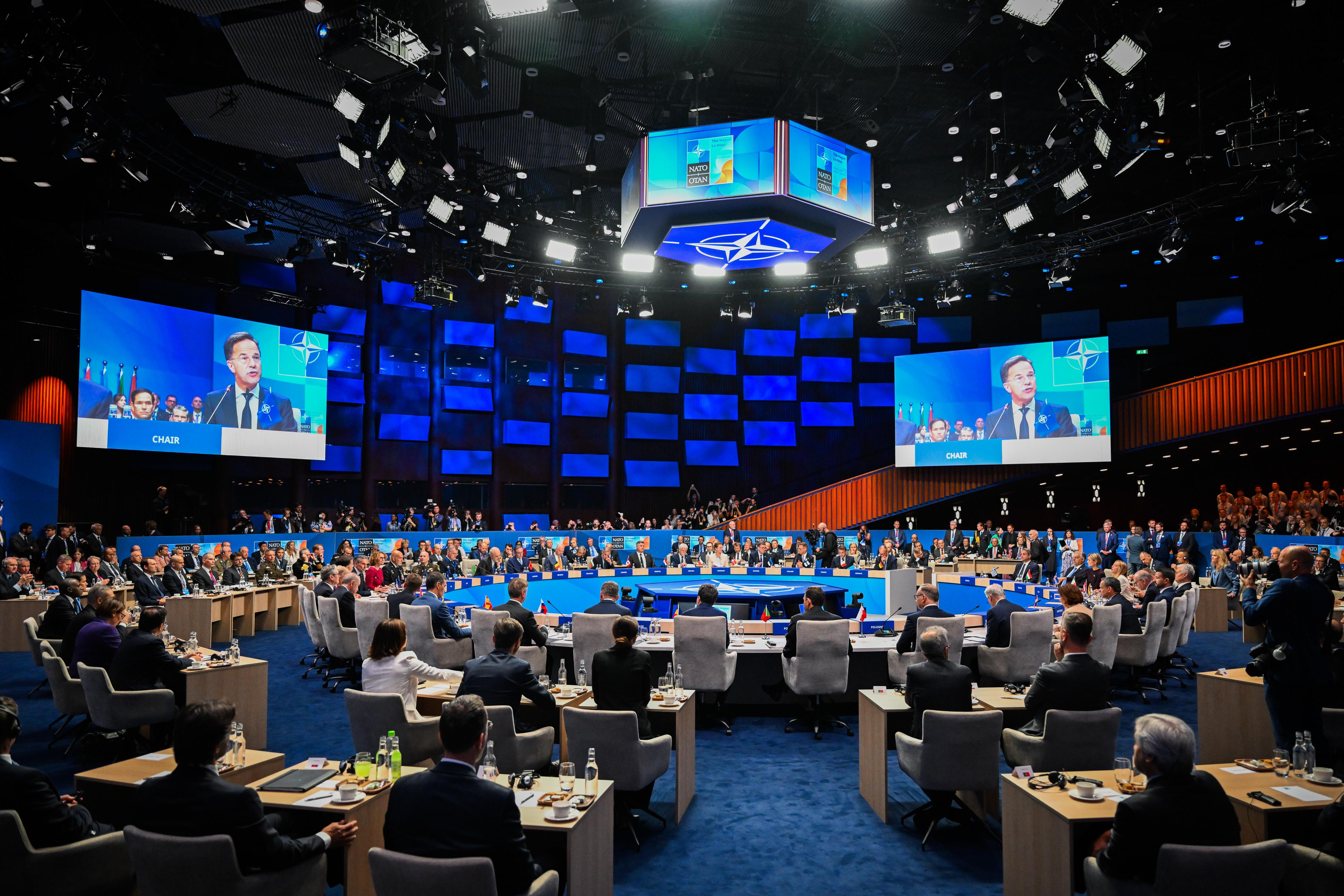
De deelnemers in vergadering waarbij Mark Rutte aan het woord is

De NAVO-top in Den Haag is een top van de Noord-Atlantische Verdragsorganisatie (NAVO) die plaatsvond op 24 en 25 juni 2025 in het World Forum in de Nederlandse stad Den Haag. Hierbij waren staatshoofden en regeringsleiders van de 32 NAVO-landen aanwezig. Een belangrijk punt was het vastleggen van het voornemen van deze landen vanaf 2035 jaarlijks minimaal vijf procent van het bruto binnenlands product uit te geven aan militaire en 'gerelateerde' uitgaven. Het was de eerste NAVO-top die werd voorgezeten door de voormalige premier van Nederland Mark Rutte, die sinds oktober 2024 secretaris-generaal van de NAVO is.
Nog niet eerder was er een top van het in 1949 opgerichte militaire bondgenootschap in Nederland. De top leidde tot de grootste veiligheidsoperatie ooit in de Nederlandse geschiedenis, met de inzet van 27.000 politiemedewerkers en 10.000 militairen.

## Deelnemers

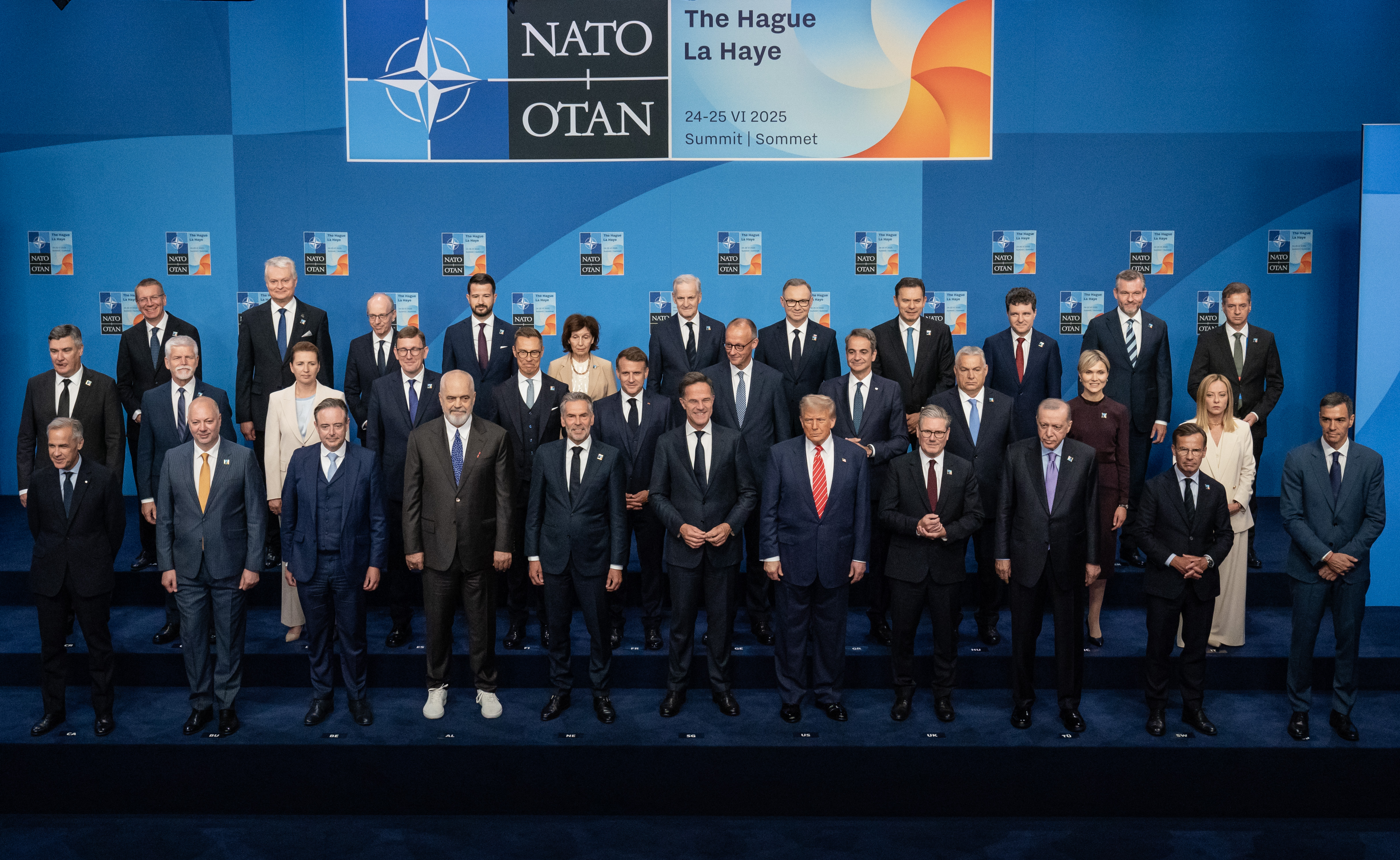
De "familiefoto" van alle deelnemende staatshoofden en regeringsleiders en secretaris-generaal Mark Rutte

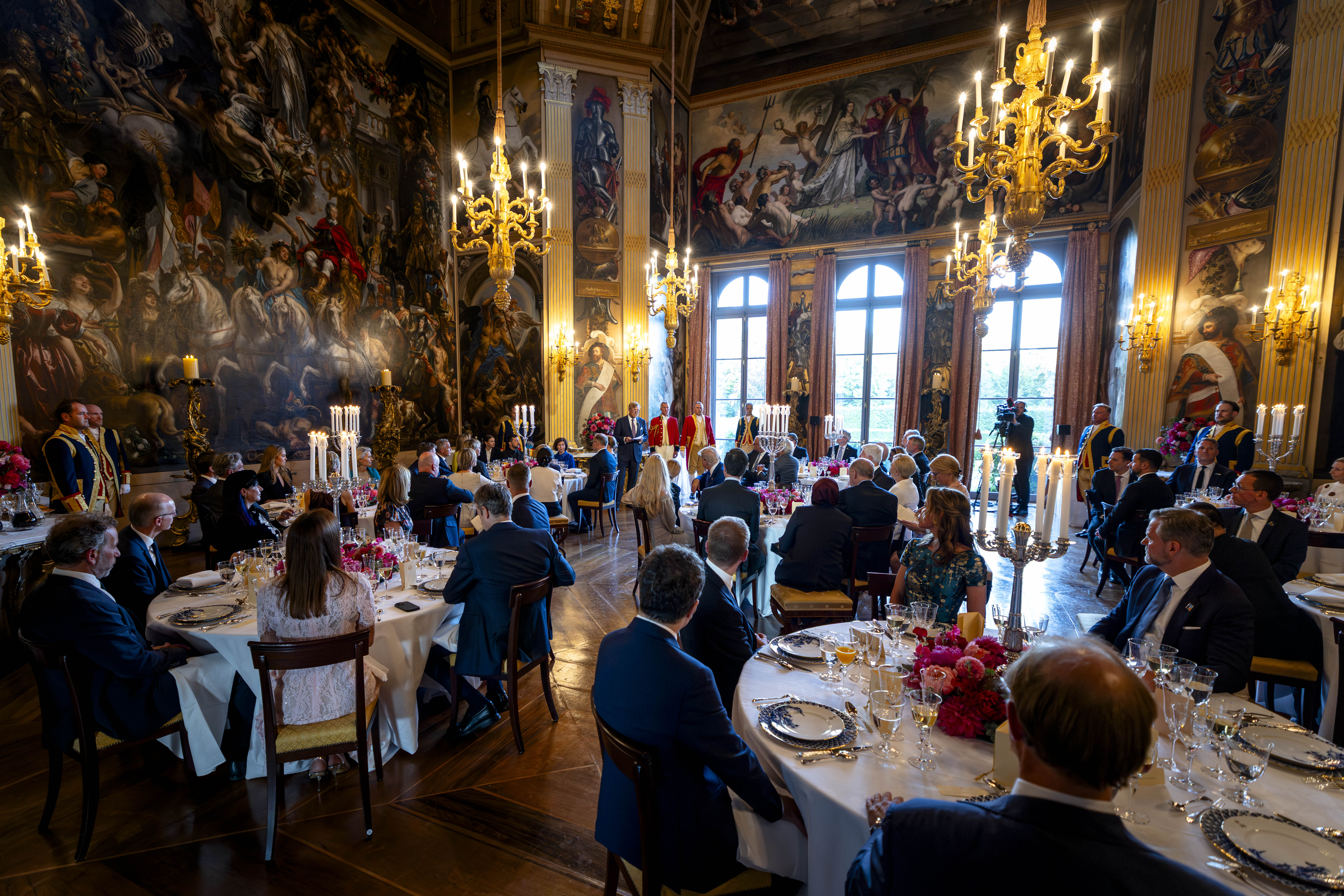
Toespraak van de Koning bij het diner op 24 juni

De Noord-Atlantische Raad werd bijgewoond door afgevaardigden van de NAVO en alle 32 landen die onderdeel zijn van het bondgenootschap.
| Land/organisatie    | Land/organisatie    | Delegatieleider             | Titel                                | Bron   |
| ------------------- | ------------------- | --------------------------- | ------------------------------------ | ------ |
| NAVO                | NAVO                | Mark Rutte                  | Secretaris-generaal                  | [ 5 ]  |
| Albanië             | Albanië             | Edi Rama                    | Premier                              | [ 6 ]  |
| België              | België              | Bart De Wever               | Premier                              | [ 7 ]  |
| Bulgarije           | Bulgarije           | Rosen Zhelyazkov            | Premier                              | [ 8 ]  |
| Canada              | Canada              | Mark Carney                 | Premier                              | [ 9 ]  |
| Denemarken          | Denemarken          | Mette Frederiksen           | Premier                              | [ 9 ]  |
| Duitsland           | Duitsland           | Friedrich Merz              | Bondskanselier                       | [ 9 ]  |
| Estland             | Estland             | Kristen Michal              | Premier                              | [ 5 ]  |
| Finland             | Finland             | Alexander Stubb             | President                            | [ 9 ]  |
| Frankrijk           | Frankrijk           | Emmanuel Macron             | President                            | [ 5 ]  |
| Griekenland         | Griekenland         | Kyriakos Mitsotakis         | Premier                              | [ 10 ] |
| Hongarije           | Hongarije           | Viktor Orbán                | Premier                              | [ 5 ]  |
| IJsland             | IJsland             | Kristrún Frostadóttir       | Premier                              | [ 11 ] |
| Italië              | Italië              | Giorgia Meloni              | Premier                              | [ 5 ]  |
| Kroatië             | Kroatië             | Zoran Milanović             | President                            | [ 12 ] |
| Letland             | Letland             | Edgars Rinkēvičs            | President                            | [ 13 ] |
| Litouwen            | Litouwen            | Gitanas Nausėda             | President                            | [ 9 ]  |
| Luxemburg           | Luxemburg           | Luc Frieden                 | Premier                              | [ 9 ]  |
| Montenegro          | Montenegro          | Jakov Milatović             | President                            | [ 14 ] |
| Nederland           | Nederland           | Dick Schoof                 | Premier                              | [ 5 ]  |
| Noord-Macedonië     | Noord-Macedonië     | Gordana Siljanovska-Davkova | President                            | [ 14 ] |
| Noorwegen           | Noorwegen           | Jonas Gahr Støre            | Premier                              | [ 9 ]  |
| Polen               | Polen               | Andrzej Duda                | President                            | [ 9 ]  |
| Portugal            | Portugal            | Luís Montenegro             | Premier                              | [ 9 ]  |
| Roemenië            | Roemenië            | Nicușor Dan                 | President                            | [ 5 ]  |
| Slovenië            | Slovenië            | Robert Golob                | Premier                              | [ 15 ] |
| Slowakije           | Slowakije           | Peter Pellegrini            | President                            | [ 9 ]  |
| Spanje              | Spanje              | Pedro Sánchez               | Premier                              | [ 5 ]  |
| Tsjechië            | Tsjechië            | Petr Pavel                  | President                            | [ 5 ]  |
| Turkije             | Turkije             | Recep Tayyip Erdoğan        | President                            | [ 5 ]  |
| Verenigd Koninkrijk | Verenigd Koninkrijk | Keir Starmer                | Premier                              | [ 5 ]  |
| Verenigde Staten    | Verenigde Staten    | Donald Trump                | President                            | [ 5 ]  |
| Zweden              | Zweden              | Ulf Kristersson             | Premier                              | [ 9 ]  |
| Gasten              |                     |                             |                                      |        |
| Europese Unie       | Europese Unie       | Ursula von der Leyen        | Voorzitter van de Europese Commissie | [ 5 ]  |
| Indo-Pacific Four   | Australië           | Richard Marles              | Vicepremier en Minister van Defensie | [ 16 ] |
| Indo-Pacific Four   | Japan               | Iwaya Takeshi               | Minister van Buitenlandse Zaken      | [ 16 ] |
| Indo-Pacific Four   | Nieuw-Zeeland       | Christopher Luxon           | Premier                              | [ 9 ]  |
| Indo-Pacific Four   | Zuid-Korea          | Wi Sung-lac                 | Nationaal Veiligheidsadviseur        | [ 17 ] |
| Oekraïne            | Oekraïne            | Volodymyr Zelensky          | President                            | [ 9 ]  |